# Juan Carlos Mathews Salazar
Juan Carlos Mathews Salazar es un economista y funcionario peruano. Fue ministro de Comercio Exterior y Turismo en el gobierno de Dina Boluarte, entre abril de 2023 y abril de 2024.

## Biografía
Tras realizar estudios de Economía en la Universidad del Pacífico (1979-1984), obtuvo la licenciatura en Economía, con mención en Economía y Administración.
Tiene una especialización en Gestión de Negocios Internacionales, por la Universidad Católica de Lovaina (Bélgica), y en Marketing Internacional, por el Trinity College de Dublín (Irlanda); ambas en 1988.
Cuenta con maestría en Innovación de la Educación otorgado por EUCIM Business School (España), y con estudios de doctorado en Ciencias económicas y Sociales (2008-2012), en la Universidad Johannes Kepler, Linz (Austria).

### Trayectoria
Se desempeñó como gerente comercial de exportaciones (1998-2001), de Química Suiza S.A. Luego pasó a ser director nacional de Comercio Exterior del MINCETUR, entre 2001 y 2004.
Fue director en Prompex (luego Promperú) (ejecutivo: 2004-2005; exportaciones: 2009-2010), y de USAID - Mype Competitiva (2005-2009), para Perú, Colombia, Ecuador y Bolivia. Laboró como director de la Maestría de Negocios Globales y del Centro de Educación Ejecutiva, en su alma mater (2010-2016).
En agosto de 2016, fue nombrado Viceministro de MYPE e Industria del Ministerio de la Producción del Perú. Mantuvo este cargo hasta agosto de 2017.
Tras su paso por el ministerio, desempeñó varios cargos en la Universidad San Ignacio de Loyola: adjunto al rector, vicerrector académico y director general de la Escuela de Postgrado USIL.
Fue vicepresidente del World Trade Center en Lima. Ha sido director ejecutivo de Eurocentro Perú (Comisión Europea).

### Ministro de Estado

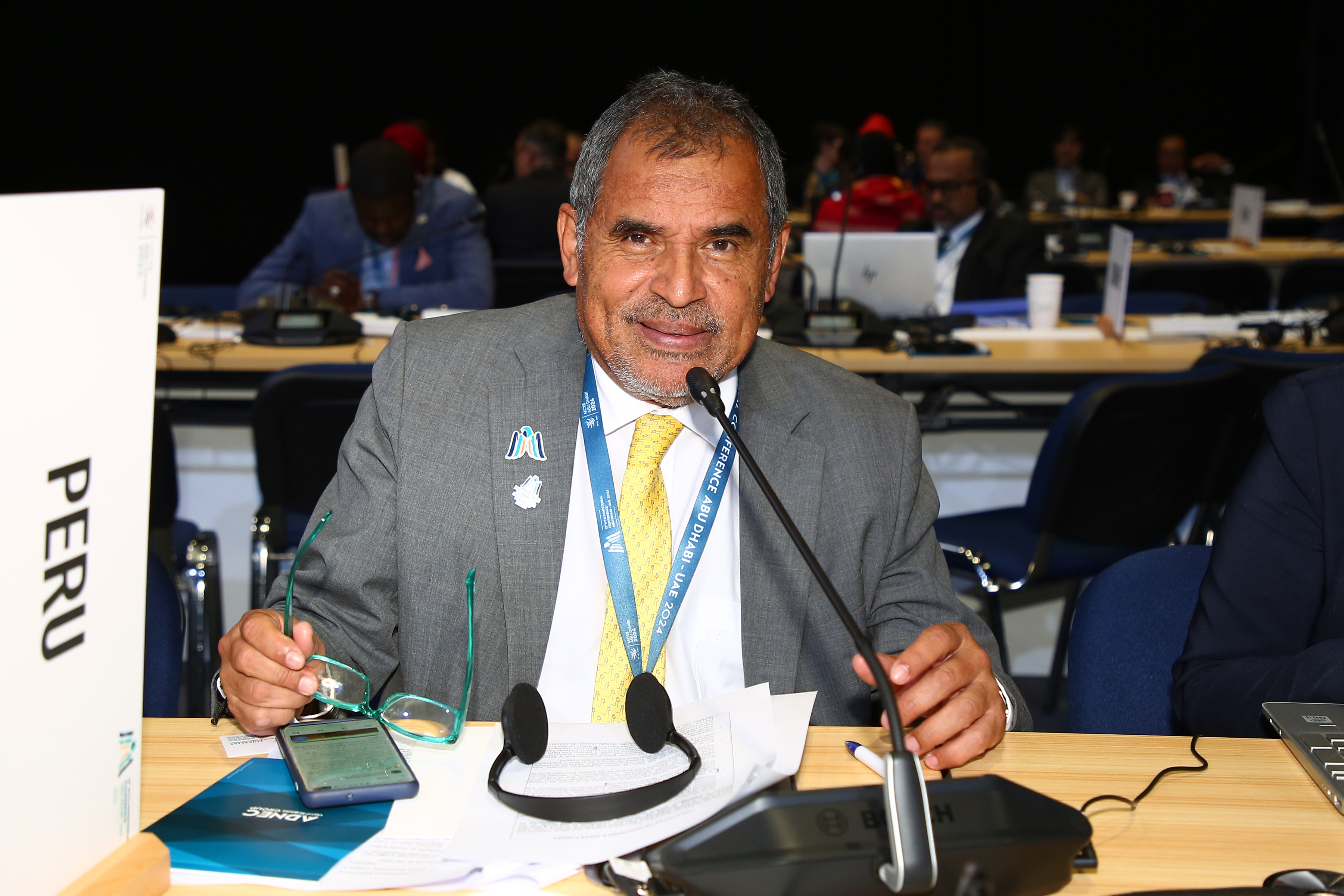
Mathews en febrero de 2024.

El 23 de abril de 2023, fue nombrado y posesionado por la presidenta Dina Boluarte, como ministro de Comercio Exterior y Turismo del Perú, cargo que ocupó hasta el 1 de abril del 2024 cuando fue reemplazado por Elizabeth Galdo Marín.

## Controversias
En agosto de 2023, el programa Panorama reveló que Mathews, presentó a la Policía Nacional (PNP) un documento falso de uso de lunas polarizadas cuando fue intervenido durante un operativo en octubre de 2015. Al momento de la intervención, Mathews entregó un permiso que supuestamente se habría tramitado en Abancay, Apurímac.